# Sophie Warberg
Sophie Magdalena Warberg, född Söderdahl 21 juli 1787 i Karlskrona amiralitetsförsamling, Blekinge län, död 1851, var en svensk målare. 
Hon var från 1810 gift med kommendören och stationschefen Carl Gustaf Warberg och mor till Carolina Warberg. Hon var verksam som porträttmålare och har bland annat utfört ett porträtt av Eva Sofia Karolina Bruncrona, gift Rabenius.